# Совєтський (аеродром)
Совєтський (рос. Советский, до 1950-х — Граматикове, рос. Грамматиково) — колишній військовий аеродром поруч з райцентром Ічкі (до перейменування — Совєтський) на північному-заході Автономної Республіки Крим.

## Історія
В часи Другої світової війни на аеродромі базувалися частини 52-ї винищувальної ескадри (Jagdgeschwader 52) та 1-ї штурмової ескадри (Schlachtgeschwader 1) Люфтваффе.
В післявоєнний час тут базувався навчальний полк Миколаївської Школи морських льотчиків імені С. О. Леваневського, а в середині 50-х років 728-й (пізніше перейменований в 925-й) винищувальний авіаполк (ВАП) ВПС Чорноморського флоту.